# علی ترم
علی ترم (به ایتالیایی: Alì Terme) یک شهرداری در ایتالیا است که در استان مسینا واقع شده‌است.

## خصوصیات
علی ترم ۶٫۲ کیلومترمربع مساحت و ۲٬۶۰۹ نفر جمعیت دارد و ۹ متر بالاتر از سطح دریا واقع شده‌است.